# Mipham Wangpo
Mipham Wangpo foi um Desi Druk do Reino do Butão, reinou de 1729 até 1736. Foi antecedido no trono por Ngawang Gyamtsho, tendo-lhe seguido Khuwo Peljor.